# Maria, breit den Mantel aus

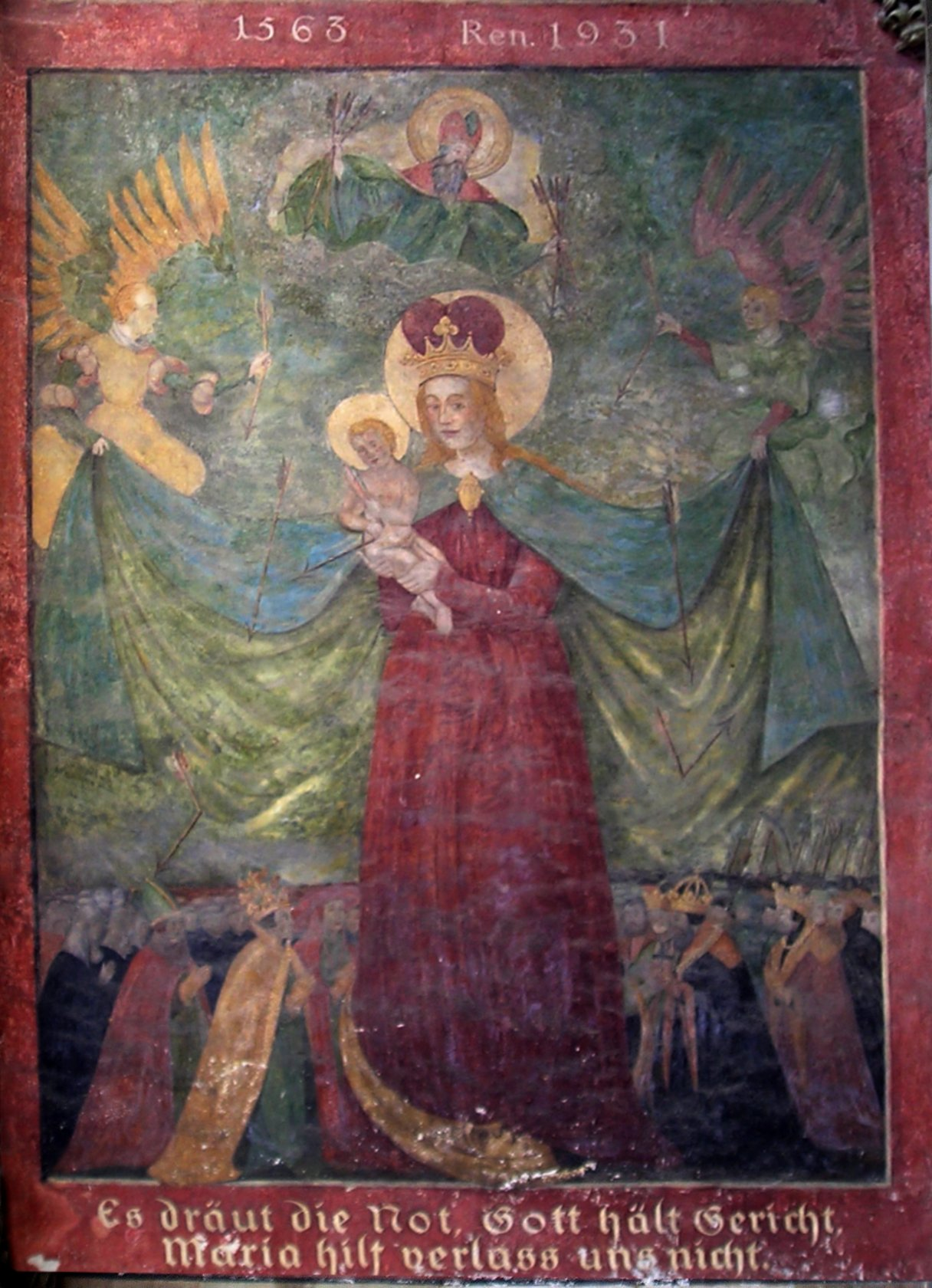
Schutzmantelmadonna am Überlinger Münster. Zu sehen ist, wie Maria ihren Mantel über die „Christenheit“ ausbreitet.

Maria, breit den Mantel aus ist eines der bekanntesten Marienlieder. Es erbittet den Schutz und die Fürsorge der Gottesmutter Maria.

## Geschichte

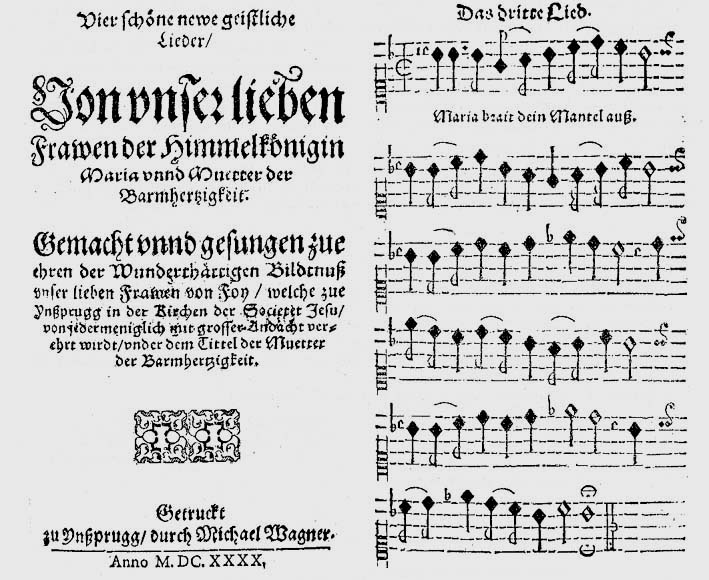
Erstdruck (Innsbruck 1640)

Der älteste überlieferte Druck des Liedes findet sich 1640 in einem Heft mit vier Marienliedern, herausgegeben von dem angesehenen Innsbrucker Musikverleger Michael Wagner. Dort hat das Lied 29 Strophen. Schon diese ungewöhnliche Strophenzahl ist ein Hinweis darauf, dass es sich bei dieser Fassung nicht um das „Original“ handelt – ein formbewusster Barockdichter hätte 24, 30 oder 36 Strophen verfasst. Auch die uneinheitliche dichterische Qualität der Strophen lässt darauf schließen, dass es sich um eine Mischfassung aus verschiedenen Vorlagen handelt. Dass der Druck aufwändig gestaltet und mit Notensatz versehen war, erhöhte seine Chancen, archivalisch erhalten zu bleiben, während Massenflugschriften der Entstehungszeit, die dem Original näher standen, untergegangen sein dürften. Weitere Drucke in Liederbüchern sind noch bis Mitte des 18. Jahrhunderts nachweisbar, danach erlosch das Interesse an dem Lied vorerst.
Die Wiederbelebung des Liedes geschah ab Mitte des 19. Jahrhunderts, da in der Zeit des Kulturkampfs der Katholiken gegen den Mehrheitsprotestantismus des wilhelminischen Kaiserreichs Kampflieder benötigt wurden. Philipp Maximilian Körner (1811–1854), ein Liedersammler der Romantik, druckte 1841 die vier Lieder der Flugschrift von 1640 in seinem Marianischen Liederkranz nach. Der erste, der eine Neufassung des Textes versuchte, war 1885 der Jesuit Guido Maria Dreves. Joseph Hermann Mohr veröffentlichte 1891 eine eigene Textfassung, zu der er auch eine neue Vertonung schuf. Die Konkurrenz der beiden Fassungen verhinderte lange eine überregionale Verbreitung des Liedes. Dreves’ Fassung gelangte nur ins Diözesangesangbuch Meißen, während Mohrs Fassung zunächst in Basel und Freiburg, später noch in Münster in die Diözesangesangbücher übernommen wurde und bis heute besonders im Rheinland und in Westfalen verbreitet ist.
Den entscheidenden Durchbruch verschafften dem Lied Georg Thurmair und Adolf Lohmann 1934 durch die Idee, die von Dreves vermittelte, bessere Melodie von 1640 mit dem überlegenen Text von Mohr zu kombinieren. In dieser Form ist das Lied mit einer Auswahl von vier Strophen (von denen die dritte eine Neufassung darstellt) im Stammteil des katholischen Gesangbuchs Gotteslob unter der Nummer 534 (GLalt 595) abgedruckt.
Regional sind auch andere Melodiefassungen verbreitet. Der Kirchenmusiker P. Theodor Grau OFM (1886–1957) komponierte eine Melodie in volkstümlich wiegendem 6/8-Takt, die noch heute als „Amberger Melodie“ besonders bei der Marienwallfahrt zur Wallfahrtskirche Maria Hilf gesungen wird. Eine weitere Vertonung schuf der Schweizer Kirchenmusiker Johann Baptist Hilber (1891–1973) Anfang des 20. Jahrhunderts in Stans; die Verbreitung verschiedener Melodien zu dem Lied in der Schweiz führte dazu, dass das Lied 1966 im Kirchengesangbuch – Katholisches Gesang- und Gebetbuch der Schweiz ohne Melodie aufgenommen wurde.

## Text
Textfassung von Guido Maria Dreves, 1885:

1. Maria, breit den Mantel aus,

Mach uns ein’ Schirm und Schild daraus.

Laß uns darunter sicher steh’n,

bis alle Feind’ vorübergeh’n.

  Barmherzige Patronin,

  Komm uns zu Hilf’, Maria!

2. Dein Mantel ist so schön und weit,

Bedeckt die ganze Christenheit,

Bedeckt die ganze weite Welt,

Ist aller Zuflucht und Gezelt.

3. Er ist so schön, so himmelblau,

Ist unser Schild, wie ich vertrau’;

Wer eifrig sich darunter stellt,

Der wird von keinem Feind gefällt.

4. Maria, Hilf’ der Christenheit,

Zeig deine Hilf’ uns allezeit,

komm uns zu Hilf’ in allem Streit,

Treib ab von uns die Feinde weit.

5. Wenn alle Feind’ zusammensteh’n,

Wenn alle grimmig auf uns geh’n.

Bleib du bei uns, bleib unser Schutz,

So bieten jedem Feind wir Trutz.

6. Maria, komm und hilf geschwind,

Nimm auf den Arm dein göttlich Kind,

Send uns der lieben Engel Heer,

Daß es die Feinde von uns wehr’.

7. O Mutter der Barmherzigkeit,

Hoch über uns den Mantel breit,

Uns all’ darunter wohl bewahr

zu jeder Zeit, in aller Fahr.
Textfassung von Joseph Hermann Mohr, 1891:

1. Maria, breit den Mantel aus,

Mach Schirm und Schild für uns daraus;

Laß uns darunter sicher stehn,

bis alle Stürm’ vorübergehn.

  Patronin voller Güte,

  uns allezeit behüte.

2. Dein Mantel ist sehr weit und breit,

Er deckt die ganze Christenheit,

Er deckt die weite, breite Welt,

Ist aller Zuflucht und Gezelt.

3. Dein Mantel ist schön himmelblau,

Ist unser Schild, wie ich vertrau’;

Wer sich nur fleißig drunter stellt,

In keiner Not wird er gefällt.

4. Maria, hilf der Christenheit,

Zeig deine Hilf’ uns allezeit,

Mit deiner Gnade bei uns bleib,

Bewahre uns an Seel und Leib.

5. Wann alle Feind’ zusammenstehn,

Wann alle grimmig auf uns gehn,

Bleib du bei uns, sei du uns Schutz,

So bieten wir dem Feinde Trutz.

6. Dein Kind dir alles gern gewährt,

Was dein Lieb’ für uns begehrt;

So bitt, daß hier es uns verschon’,

Uns droben voller Huld belohn’.

7. O Mutter voll Barmherzigkeit,

Den Mantel über uns ausbreit;

Uns all darunter wohl bewahr,

Zu jeder Zeit, in aller Fahr.
Textfassung Gotteslob 534:

1. Maria, breit den Mantel aus,

mach Schirm und Schild für uns daraus;

lass uns darunter sicher stehn,

bis alle Stürm vorübergehn.

  Patronin voller Güte,

  uns allezeit behüte.

2. Dein Mantel ist sehr weit und breit,

er deckt die ganze Christenheit,

er deckt die weite, weite Welt,

ist aller Zuflucht und Gezelt.

3. Maria, hilf der Christenheit,

dein Hilf erzeig uns allezeit,

komm uns zu Hilf in allem Streit,

verjag die Feind all von uns weit.

4. O Mutter der Barmherzigkeit,

den Mantel über uns ausbreit;

uns all darunter wohl bewahr

zu jeder Zeit in aller Gfahr.

## Melodien
Melodie nach Innsbruck 1640:
Quelle: Gotteslob (2013) Nr. 534, gegenüber dem Original melodisch vereinfacht
Melodie nach Joseph Hermann Mohr 1891 (Text: „Unser Lieben Frau Schutzmantel“, Innsbruck 1640):
Quelle: Gotteslob (2013) Regionalteil Erzbistum Köln Nr. 849 und Bistum Münster Nr. 862, gegenüber dem Original rhythmisch verändert